# 妹之山財閥
妹之山財閥（いものやまざいばつ）とは、CLAMPの作品に登場する架空の財閥である。

## 概要
主な事業の一つとして財団法人CLAMP学園設立などがあり、8人の子供がいる。家紋はフグである。
資産は、日本の国家予算を遙かに凌ぐと言われている。それが証拠に、「CLAMP学園探偵団」で、文化祭の場所の下見と東京タワーに行った際に、タワーの窓際で泣いて困っていたご高齢のご婦人の邸宅を義弟から守る為購入する際、邸宅の暫定金額が、「10億強」であると見積もられたが、末息子の残は「それなら、僕のポケットマネーで十分だ」と言っている。

## CLAMP学園
CLAMP学園は妹之山家が私財を投じて作った私立学校である。幼等部から大学院まであり、広大な敷地は1つの学園都市を形成している。
学業の成績のみでなく一芸に秀でた者にも広く門戸を開いていることで知られている。
各学部に学生会と呼ばれる組織（いわゆる「生徒会」）があり、校内のイベントなどの企画・運営などもしている。そのイベントの多さから、同校はお祭好きなことでもよく知られている。
理事長を務めているのは妹之山兄弟（後述）の叔母に当たる人物（妹之山らりさ）である。

## 妹之山の兄弟
妹之山家の兄弟は5男3女の8人兄弟で、CLAMPの各作品に頻繁に登場する。
年齢・学年等は『CLAMP学園探偵団』当時のものとする。
妹之山 初子
長女・24歳
妹之山銀行取締役を務める傍らCLAMP学園数学科で教師を務める。
妹之山 始
長男・22歳・大学4年・学生会総長
後に妹之山財閥総帥となる。
妹之山 続
次男・20歳・大学部2年
学生会副総長として兄を補佐する。妹之山財閥電子情報部門を統括する。
卒業後、ポルノ小説家となる。
妹之山 終
三男・18歳・高等部3年・高等部会長
妹之山 次子
次女・16歳・高等部1年
『学園特警デュカリオン』に登場する宙尊寺絵里衣の同級生。
妹之山 余
四男・14歳・中等部3年
『20面相におねがい!!』に登場する小林龍佑、『学園特警デュカリオン』に登場する東国丸健太郎、秋海洞威、数寄屋橋寿らの同級生。
妹之山 終子
三女・13歳・中等部2年
放送部所属。美声が有名で「天使の歌声の終子」とも呼ばれる。
妹之山 残
五男・12歳・初等部6年・初等部会長
後の妹之山当主である。
『CLAMP学園探偵団』の主人公である。他のプロフィールは同項を参考。
- 始から終までの兄弟は聖りいざの『COMBINATION』に登場。ただし、COMBINATION側では、妹之山兄弟は兄弟の異母妹・秋子（しゅうこ）を加えた4人のみとされている。

## 名の由来
「妹之山（いものやま）」という姓は英語で"clamp"が「ジャガイモの山（芋の山）」という意味も持つことから語呂で付けられた名である。
兄弟の始・続・終・余という名前はCLAMPの創作ではなく、田中芳樹の小説『創竜伝』に登場する竜堂四兄弟の名をそのまま使用している。「残」という名前も、田中芳樹が竜堂兄弟の末弟の名として「余」と迷って没にした名前を使っている。これは、アマチュア時代のCLAMPが田中芳樹の作品を題材とした同人誌を多く書いていたことの名残であり、この縁から後にCLAMPは『創竜伝』の文庫版の挿絵を描くようになった。